# Stunts
Stunts é um jogo de corrida do ano de 1990. O jogo foi lançado pela DSI e pela Brøderbund, respectivamente, nas versões 1.0 e 1.1 para PC. Simultaneamente, a Mindscape lançou o mesmo jogo sob o nome de 4D Sports Driving, nas versões 1.0 e 1.1 para PC, e 1.2 para Amiga. O jogo saiu com gráficos poligonais em 3D, o que foi assombroso e desconfortável ao mesmo tempo. A influência oriunda do predecessor Test Drive (também lançado pela DSI) foi fácil de perceber por causa da similaridade dos gráficos e da estrutura dos jogos.

## O jogo
Numa grande área quadrada definida e delimitada por uma cerca, o jogador pode correr numa pista (ou fora dela) com diferentes carros, podendo optar entre transmissão automática ou manual. O jogador também tem a opção de correr contra o relógio ou escolher entre seis oponentes diferentes. O objetivo é percorrer o espaço compreendido entre a partida e a chegada da maneira mais rápida possível. Uma característica interessante deste jogo é que o jogador não necessita correr apenas nas pistas que vêm por padrão no jogo - pois há um editor de pistas, que também vem por padrão, e que permite criar pistas personalizadas com diferentes elementos. O jogo é chamado de “Stunts” (n.t.: "Proezas") porque há elementos de pista como loops, saltos (inclusive sobre edifícios altos), estradas em ziguezague e estradas em forma de saca-rolhas (corkscrews - espécie de loop horizontal). O jogador pode salvar toda corrida que fez nos chamados “replays”, e assistí-los várias vezes e de diversos ângulos.

## O Stunts atual
Embora o jogo tenha claramente mais de 25 anos, ele é bastante adorado em todo o mundo. Perto do apagar das luzes da década de 1990, o jogo foi primeiramente declarado abandonware e então foi finalmente declarado freeware pelos próprios autores, e então muitos descobriram o jogo. Ainda na metade da década de 1990, os websites sobre Stunts, os primeiros locais com downloads do Stunts, foram criados. Primeiramente, o jogo se espalhou de maneira rápida pela internet, pelo fato de que o jogo tem menos de 1 megabyte quando zipado.
Quando as primeiras competições online (em que os organizadores da competição recebem os replays de certas pistas por e-mail) nasceram, o jogo começou – considerando a idade dele – a explodir. Ainda hoje, existe uma comunidade virtual de Stunts. Muitos campeonatos estão em atividade neste momento, e existem centenas de websites sobre Stunts, um grande fórum sobre Stunts e uma sala de bate papo sobre o assunto. No início de agosto de 2004, ocorreu o primeiro World Stunts Meeting (Encontro Mundial de Stunts) em Budapeste, na Hungria.
Atualmente há diversos campeonatos ao redor do mundo, inclusive um brasileiro, o JACStunts Brasil.

## Jogos similares
Existem vários outros jogos no estilo do Stunts em existência, dos quais o mais popular em 2008 é a série TrackMania. Da época do Stunts (fim dos anos 80 e início dos 90), Stunt Driver e a série Hard Drivin' eram outros jogos também similares.
Crashday e GripShift (para PC e PSP) também adotaram vários elementos de Stunts. Cada um desses jogos possuiam um kit de construção de pistas, permitindo aos jogadores criarem circuitos no estilo Stunts, com a opção de correr contra competidores ou contra o tempo.

## Remakes

### Ultimate Stunts
Existe ainda uma versão não-oficial, freeware e open source chamada Ultimate Stunts, uma tentativa de criar do zero uma versão moderna de Stunts. Começou a ser desenvolvido por um estudante holandês em 2001.
Ultimate Stunts permite ao jogador correr em diferentes pistas incluindo elementos como rampas de salto e loops para realizar as manobras. O jogo suporta corrida com um ou vários jogadores em rede. O jogo também vai permitir importar pistas do Stunts original.
O desenvolvimento do jogo pode ser acompanhado em seu site oficial ou projeto no SourceForge.

### Tile Racer
Tile Racer é mais um remake freeware, que foi desenvolvido por dois estudantes.